# یک زایمان خاص
یک زایمان خاص (انگلیسی: A Special Delivery) یک فیلم کمدی صامت کوتاه به کارگردانی ویلارد لوئیس است که در سال ۱۹۱۶ منتشر شد. از بازیگران این فیلم می‌توان به اولیور هاردی و بیلی روژ اشاره کرد.